# Abrothrix markhami
Abrothrix markhami is een zoogdier uit de familie van de Cricetidae. De wetenschappelijke naam van de soort werd voor het eerst geldig gepubliceerd door Pine in 1973.

## Verspreidingsgebied
De soort wordt aangetroffen in Chili.